# Anacles
Anacles (en griego antiguo: Ἀνακλῆς, romanizado: Anaklēs) fue un alfarero griego que trabajó en Atenas en el tercer cuarto del siglo VI a. C.,
Anacles, cuyo nombre se conoce principalmente por una copa  de bandas de cerámica de figuras negras de Berlín (kílix),Antikensammlung F 1801 (perdida en guerra), firmado junto con el alfarero Nicóstenes, en cuyo taller aparentemente trabajó. Pertenece a los Pequeños maestros, es decir, fabricantes de copas (kílices). en cuyo taller aparentemente trabajó. El kílix firmado por Anacles y Nicóstenes se perdió durante la Segunda Guerra Mundial. Esta pérdida es particularmente lamentable, ya que este kílix era uno de los dos vasos áticos conocidos por tener dos inscripciones «EPOIESEN» («hecho por») de dos fabricantes diferentes (normalmente, estos vasos llevan dos inscripciones diferentes: «EGRAFSEN» y «EPOIESEN» («pintado por» y «hecho por»), que aparecen en vasos áticos de aproximadamente el 570 a. C. Resulta difícil creer que Anacles y Nicóstenes se turnaran para crear una sola copa. Es más probable que las representaciones de figuras negras de Heracles luchando contra la Hidra en ambos lados de la copa, así como las dos firmas, fueran pintadas por Anacles. Estas firmas podrían significar algo como «Anacles y Nicóstenes hicieron la copa juntos», uno la hizo, el otro la decoró (algunos estudiosos consideran que las firmas en la copa son una «falsificación antigua») Parece probable que Nicóstenes se asociara con él (o fuera su alumno) en su taller de cerámica ateniense y que posteriormente se convirtiera en su propietario. A finales del siglo VI a. C. a. C., Nicóstenes aparentemente se hizo cargo del taller de Panfeo.
Entre sus otras obras firmadas se incluye un fragmento de copa (copa de labios) procedente de Florencia (Museo Arqueológico Etrusco, 141805), datado en el 545-540 a. C., un kílx de figuras negras del tipo copia de labios en una colección privada en Zürich (anteriormente Colección Morin-Jean, París). otro kílix del tipo copia de labios en una colección privada en Nueva Jersey y un fragmento perdido de Leipzig de un kílix del tipo copia de labios (Antikenmuseum der Universität Leipzig ) con firmas fragmentarias (en el lado A: ΑΝΑ[..]Μ[.. y en el lado B: ΑΝΑΚΛ[..), descubierto en una tumba etrusca cerca de la ciudad italiana de Cerveteri. En el yacimiento arqueológico turco  de Bayraklı (Antigua Esmirna) se encontró un fragmento de una copa de bandas  durante las excavaciones, en la que se conservaron las tres primeras letras de la inscripción ΑΝΑ[...]. El arqueólogo Yasemin Tuna-Nörling identificó esta inscripción, también basándose en el tipo de letra, como parte del nombre del alfarero Anacles.